# Notre Parti

Ancien logo

Notre Parti (en roumain : Partidul Nostru ; en abrégé : PN) est un parti politique pro-russe moldave. Le parti est créé en 1994, sous le nom de Parti paysan chrétien-démocrate de Moldavie (en roumain : Partidul Ţărănesc Creştin Democrat din Moldova, PȚCDM). En 2005, le parti change de nom et de statut, il devient le Parti populaire républicain (en roumain : Partidul Popular Republican, PPR). Il sera, par la suite dirigé par Nicolae Andronic jusqu'en 2014 où ce dernier est remplacé par l'actuel président du parti Renato Usatîi et adopte son nom actuel,.

## Histoire
Depuis sa refondation en 2014, la popularité du parti est surtout liée à son président Renato Usatîi qui attire un électorat issu des classes populaires roumanophones.

## Idéologie
Le parti se décrit comme antisystème et travaillant avec "la gauche, le centre et la droite". Il est généralement présenté comme populiste, et russophile,, bien qu'il revendique n'être pas pro-russe mais juste pro-moldave.

## Résultats électoraux

### Élections présidentielles
| Année | Candidat                | Premier tour | Premier tour | Premier tour |
| Année | Candidat                | Voix         | %            | Rang         |
| ----- | ----------------------- | ------------ | ------------ | ------------ |
| 2016  | Dumitru Ciubașenco (en) | 85 466       | 6,03         | 3e           |
| 2020  | Renato Usatîi           | 227 939      | 16,90        | 3e           |
| 2024  | Renato Usatîi           | 213 169      | 13,79        | 3e           |

### Élections législatives
| Année   | Voix             | Sièges  | Rang | Évolution     |
| ------- | ---------------- | ------- | ---- | ------------- |
| 1998    | 19,43 %          | 2 / 101 | 2e   |               |
| 2001    | 0,27 %           | 0 / 101 | 5e   | 2             |
| 2005    | 1,37 %           | 0 / 101 | 2e   | en stagnation |
| 04/2009 | Ne participe pas |         |      |               |
| 07/2009 | Ne participe pas |         |      |               |
| 2010    | 0,12 %           | 0 / 101 | 3e   | en stagnation |
| 2014    | Ne participe pas |         |      |               |
| 2019    | 2,95 %           | 0 / 101 | 6e   | en stagnation |
| 2021    | 4,10 %           | 0 / 101 | 4e   | en stagnation |